# Lehaitre
Die Lehaitre (1938) gilt als eines der ungewöhnlichsten Motorräder der Welt. Der Erfinder J. LeHaître (auch J. Le Haître) stellte 1938 in Paris ein Ketten-Motorrad vor, dessen luftgekühlter 500 cm³ Hubraum großer Viertaktmotor dem 414 kg wiegenden Kettenmotorrad zu einer Höchstgeschwindigkeit von 30 km/h verhalf. Die Gummikette lief über fünf Rollen, die vordere soll eine leichte Verschiebung der Kette und damit eine Lenkbewegung zugelassen haben. Die Lehaitre galt als „kein Wunder an Manovrierbarkeit“. Bei einem Prototyp wurde über zwei Stützräder die Richtungsänderung vorgenommen. Die Lehaitre sah man im Vorfeld des Zweiten Weltkriegs schon im möglichen Kriegseinsatz.
Verschiedene Hersteller beschäftigten sich um diese Zeit mehr oder weniger mit dem Kettenantrieb für Motorräder. Mercier (1936–1939) in Frankreich hatte verschiedene Versionen mit einer Knicklenkung konstruiert, BMW in Deutschland versuchte es mit einem Schneekrad mit Beiwagen (1936); erfolgreich war jedoch nur das Kettenkrad von NSU.